# Patricia Moreira
Patricia Moreira fue directora gerente del secretariado internacional de Transparencia Internacional, organización que lucha contra la corrupción, entre octubre de 2017 y febrero de 2020.

## Formación académica
Patricia Moreira es hispano-brasileña. Tiene una Licenciatura en Economía de la Universidad de California, Los Ángeles, un MBA de INSEAD, Francia, y realizó una investigación de doctorado en Emprendimiento Social en la Universidad ICADE de Madrid.

## Carrera profesional
Moreira trabajó como consultora de gestión para Juárez & Associates y Arthur D. Little durante diez años, y luego para la organización de ayuda española Ayuda en Acción, llegando al cargo de director general. Fue directora general de Ayuda en Acción desde 2009.
En octubre de 2017, Patricia Moreira sucedió a Cobus de Swardt como directora de Transparencia Internacional . Durante su mandato, Moreira aumentó los ingresos de la organización y redujo la cantidad de proyectos con fondos insuficientes. 
Moreira fue miembro de la junta del Pacto Mundial de las Naciones Unidas y representante del Consejo en la International Land Coalition . En 2018 habló en la 18.ª Conferencia Internacional Anticorrupción (IACC) en Copenhague, Dinamarca, argumentando que "la corrupción golpea más a los pobres que sufren las consecuencias de los regímenes corruptos". En 2019, amonestó a los bancos occidentales por facilitar la corrupción en Gambia.
En 2019, argumentó que los derechos de los ciudadanos y las instituciones democráticas estaban amenazados por la tendencia a regímenes más autoritarios y populistas en todo el mundo, a los que se les debería resistir con mayores controles y equilibrios.
Un artículo de noticias publicado en 2019 por The Guardian informó que el personal de la Secretaría de Transparencia Internacional se quejó de la intimidación y el acoso dentro de la organización. Se iniciaron dos investigaciones a partir de las acusaciones. La investigación realizada por el bufete de abogados Taylor Wessing documentó incidentes individuales "en los que los valores/principios de transparencia y responsabilidad no se garantizaron por completo, y un caso que podría calificar como acoso en el lugar de trabajo". La investigación concluyó, sin embargo, que "estos comportamientos no constituyeron una violación sistemática del Código de Conducta de TI-S o los valores de TI y sus principios rectores, sino que estaban relacionados con la falta de comunicación abierta". 
Patricia Moreira cuestionó los hallazgos de la investigación y afirmó que no se le había dado la oportunidad de responder a las acusaciones. Tras una denuncia legal de Moreira, Transparencia Internacional se vio obligada a retirar la publicación de los informes de investigación de su sitio web. También presentó una queja contra la Junta de Transparencia Internacional y afirmó que había políticas de oficina tóxicas en la organización.  En febrero de 2020, fue despedida de Transparencia Internacional sin explicación.  
Se afirmó que el mandato y los esfuerzos de Moreira para reestructurar la Secretaría de Transparency International, y sus propias acusaciones de intimidación contra los miembros de la Junta, trastornaron los intereses arraigados en la organización y, en última instancia, llevaron a su despido.
La especialista en investigaciones Harriet Witchell ha declarado que el manejo del proceso de quejas por parte de la junta de Transparency International estuvo plagado de conflictos de intereses y no abordó las denuncias de mala conducta contra la junta.